# Lista râurilor din Irak

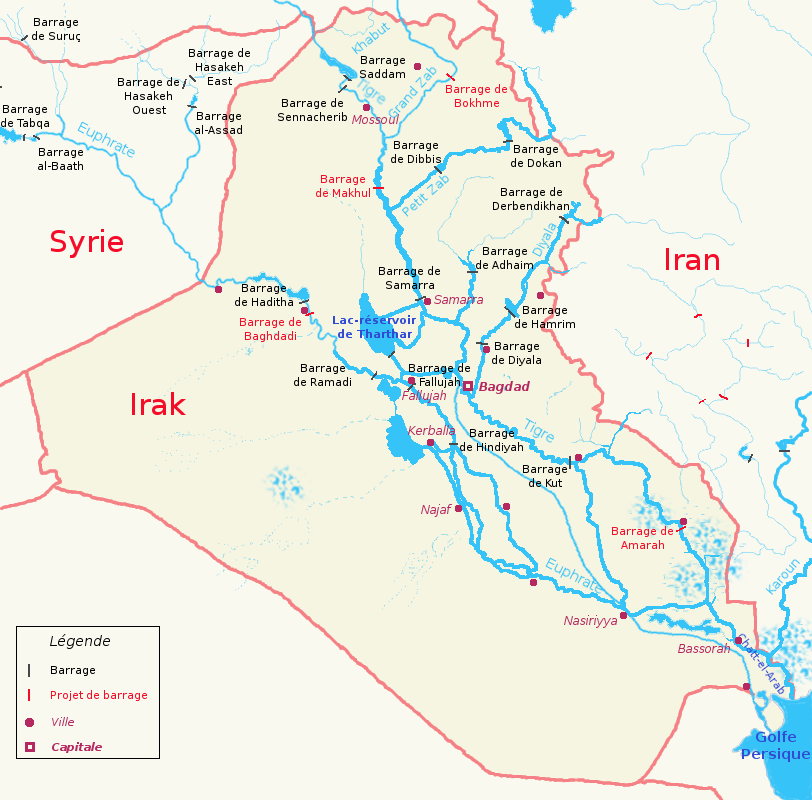
Principalele sisteme fluviale din Irak (harta în limba franceză).

Aceasta este o listă a râurilor din Irak.

## Golful Persic
- Shatt al-Arab
  - Eufrat
    - Shatt al-Hayy sau Canalul Gharraf, distribuitor al râului Tigru
    - Wadi al-Khirr
    - Wadi al-Ubayyid
    - Wadi al-Ghadaf
    -  Wadi Tharthar
    - Wadi Hauran

  - Tigru
    - Râul Diyala
    - Râul Khasa
    - 'Adhaim
    - Micul Zab
    - Marele Zab
      - Râul Khazir

    - Râul Khabur

## Deșertul Sirian
- Wadi al-Mirah
- Wadi Hamir
- Wadi Ar'ar
- Wadi al Batin